# Curetis honesta
Curetis honesta är en fjärilsart som beskrevs av Hans Fruhstorfer 1908. Curetis honesta ingår i släktet Curetis och familjen juvelvingar. Inga underarter finns listade i Catalogue of Life.